# Villa San Martino
Pour les articles homonymes, voir San Martino.
La villa San Martino est une villa du XVIe siècle, propriété de la famille Berlusconi. Elle se trouve à Arcore (Italie), dans la Brianza, devenue depuis peu la province de Monza.

## Historique
Avec la villa Borromeo d'Adda, actuellement siège de la municipalité et la villa La Cazzola, résidence privée, elle fait partie du groupe de villas érigées dans la commune d'Arcore à partir du XVIe siècle le long du Lambro, qui se présentent aujourd'hui comme des résidence de loisir (« ville di delizia»), mais ont été construites comme des maisons de maitre d'où étaient gérées de vastes domaines agricoles.
Ce vaste édifice doit son nom au lieu-dit San Martino, où se trouvait un monastère bénédictin, acquis avec ses terres au milieu du XVIIIe siècle par les marquis Giulini, qui le restructurèrent dans un style néoclassique.
La propriété sera ensuite transmise par mariage à la famille Casati, d'antique noblesse milanaise, et au début du XXe siècle à sa branche Casati-Stampa. Jusqu'en 1955, année de sa mort, elle fut habitée par Alessandro Casati, qui en agrandit la bibliothèque et y accueillit à plusieurs reprises son ami Benedetto Croce.
Le dernier Casati-Stampa, le marquis Camillo, se suicida à Rome en 1970 à la suite d'une affaire trouble qui marqua les faits divers de l'époque. Mais outre des sujets de commentaires pour la presse, le marquis laissait une fille mineure, Annamaria Casati-Stampa, et des comptes à régler avec le fisc. Annamaria, l'héritière mineure, ayant entre-temps quitté l'Italie pour le Brésil, accepta sur les conseils de son tuteur, le jeune avocat Cesare Previti, de vendre toute la propriété San Martino en 1974 à un entrepreneur du bâtiment nommé Silvio Berlusconi (la villa, y compris une collection de tableaux, la bibliothèque de 10 000 volumes, le mobilier et le parc, était à l'époque évaluée à environ 1 700 millions de lires), contre la somme assez dérisoire de 500 millions de lires en actions (de sociétés qui alors n'étaient pas cotées en bourse), avec paiement étalé dans le temps. L'héritière ne réussit pas à monnayer ces titres, sinon par un accord avec les mêmes Previti et Berlusconi, qui lui rachèteront les actions pour 250 millions, soit la moitié de leur valeur initiale.
Au début des années 1980, la  propriété fut évaluée comme une garantie suffisante pour l'attribution d'un prêt de 7,3 milliards de lires.
En 2023, quelques jours après sa mort des suites d'une leucémie, Silvio Berlusconi est inhumé dans le mausolée qu'il a fait construire dans le parc de la villa.

## Annexe